# Réserve indienne (États-Unis)
Cet article concerne les réserves indiennes aux États-Unis. Pour les réserves au Canada, voir Réserve indienne (Canada).

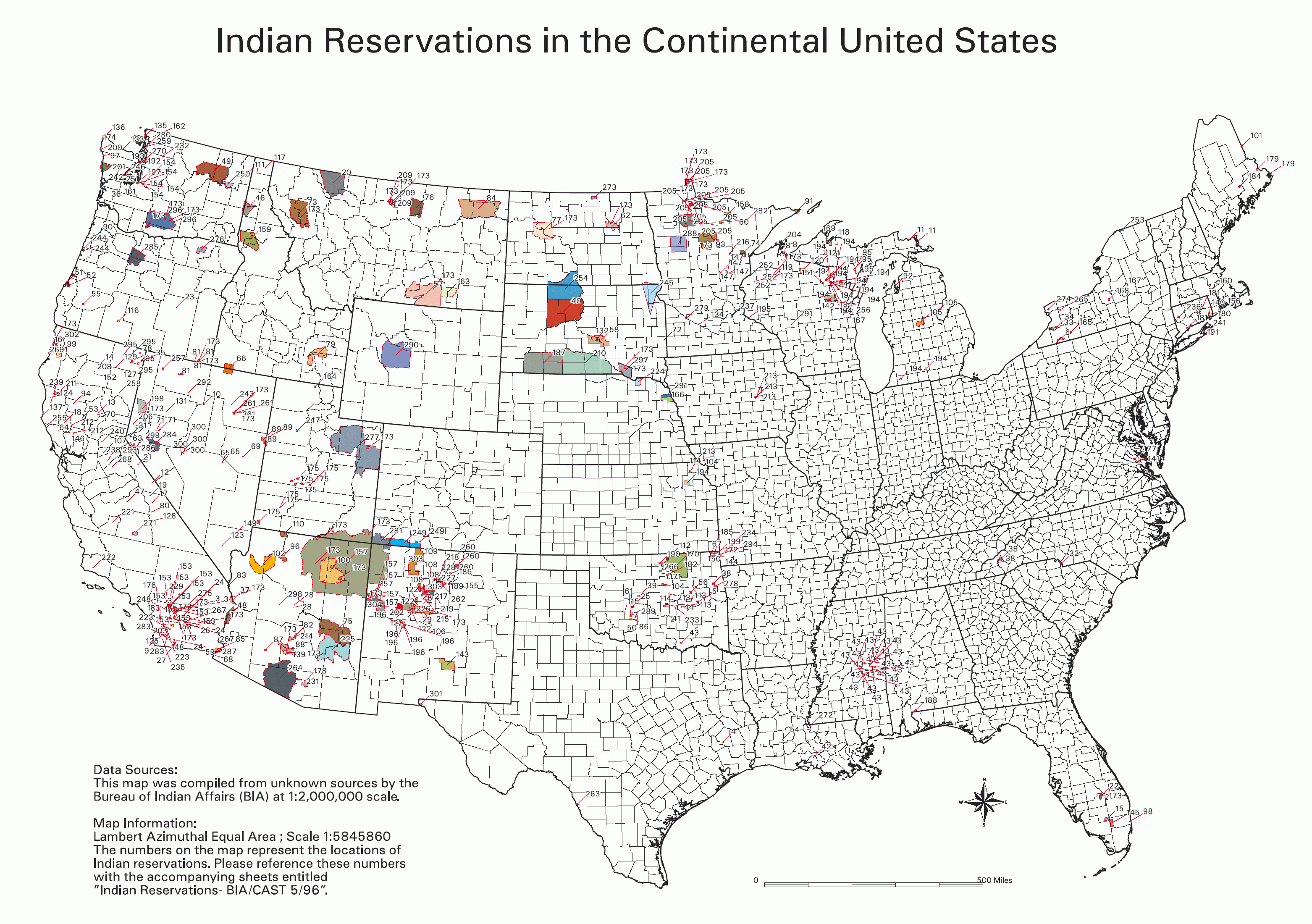
Carte des réserves indiennes aux États-Unis réalisée par le Bureau des affaires indiennes

Aux États-Unis, une réserve indienne (Indian reservation en anglais) est un territoire réservé aux tribus nord-amérindiennes dépendant du Bureau des affaires indiennes, dépendant du département de l'Intérieur des États-Unis. Il y a environ 326 réserves indiennes aux États-Unis, ce qui ne correspond pas à l'intégralité des 574 tribus reconnues dans tout le pays car certains peuples n'ont pas de réserve, d'autres en ont plus d'une, et d'autres encore partagent leur occupation. La superficie et la population des réserves sont très disparates. La plupart des réserves se situent à l'ouest du fleuve Mississippi.
Les réserves indiennes ne sont que « prêtées » à leurs occupants et restent la propriété des États selon la loi américaine. Certains espaces, partiellement vendus à des habitants non indiens, sont sources de nombreuses difficultés administratives, politiques et juridiques.

## Géographie

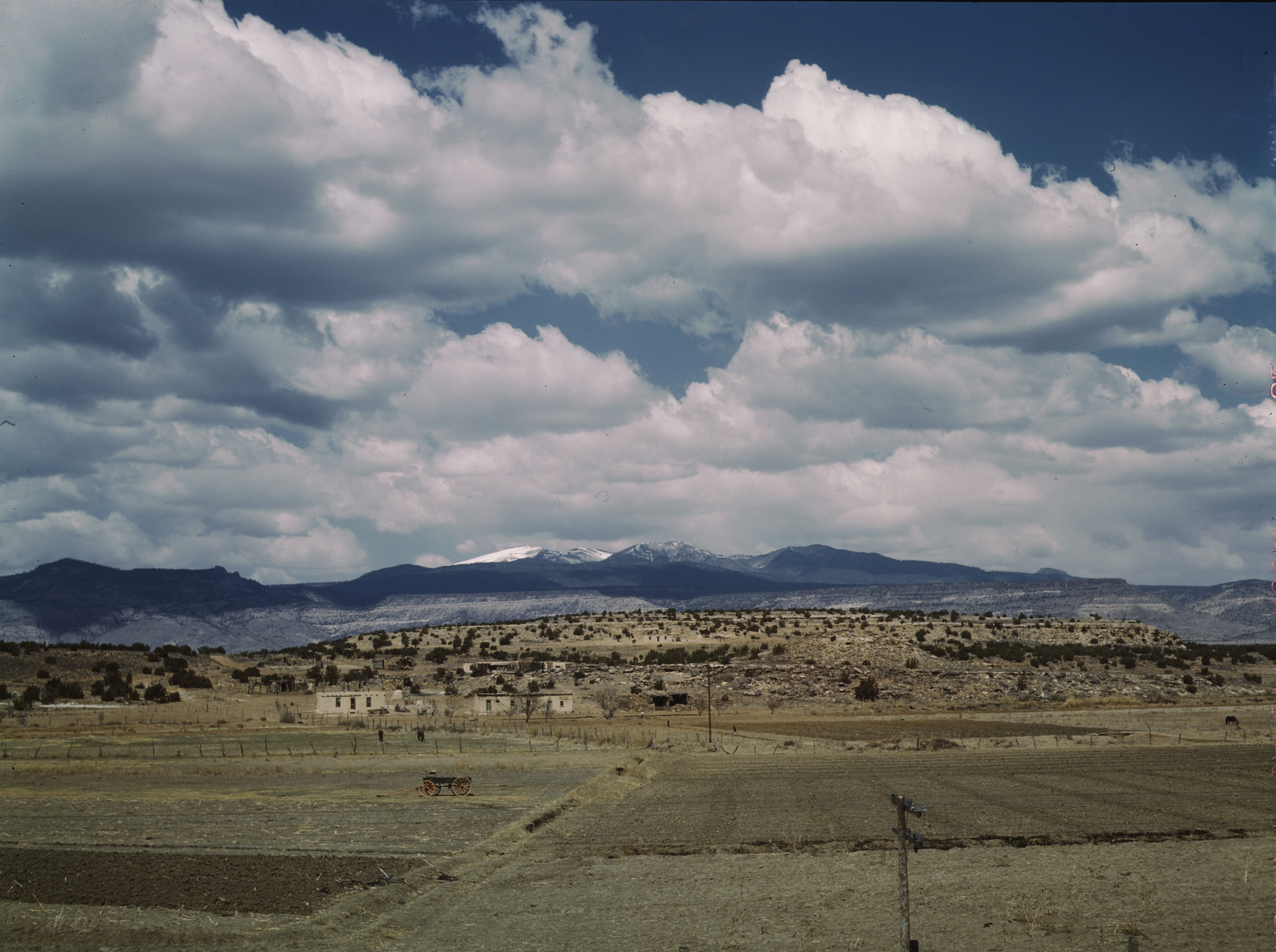
La plupart des réserves indiennes, comme celle du Nouveau Mexique (photographiée en 1943), se situent dans l'ouest des États-Unis, dans des régions impropres à l'agriculture.

La superficie cumulée des réserves indiennes est de 225 410 km2, ce qui représente 2,3 % du territoire des États-Unis (9 629 091 km2). Douze réserves sont plus grandes que l'État de Rhode Island (3 144 km2), et neuf sont plus étendues que le Delaware (5 327 km2). Les réserves les plus étendues se trouvent à l'ouest du Mississippi, essentiellement dans les États du Nouveau-Mexique et d'Arizona, et occupent les terres qui furent d'abord réservées par traité ou « cédées » du domaine public.
Il existe peu de réserves en Californie.
Les Navajos occupent 60 000 km2, un territoire équivalent à celui de l'État de Virginie-Occidentale.

## Histoire

### Conquête coloniale
On estime à 1,5 million d'individus la population d'Amérindiens en Amérique du Nord en 1492 lors de l'arrivée de Christophe Colomb.
Au fil des incursions des colons, les autochtones ont dû céder du terrain. Beaucoup d'entre eux sont morts de maladies importées par les Européens. Au XIXe siècle, le gouvernement fédéral s'empara de 70 millions d’hectares. La Ruée vers l'or provoqua notamment la venue de plus de quatre millions de colons et l'extermination des bisons dont les Amérindiens vivaient. C'est de cette époque que datent la plupart des réserves (bien que certaines aient été créées au XVIIIe siècle), établies sur des terrains sans valeur, et qui servirent à mettre à l'écart les Amérindiens. Ainsi, les Chiricahuas ont été retenus sur la réserve de Fort Sill comme prisonniers de guerre jusqu’en 1914.

### Création des réserves
En 1851, le Congrès des États-Unis vote l'Indian Appropriations Act, une série de mesures prévoyant la création de réserves indiennes sur le territoire actuel de l'Oklahoma. Les relations entre les autochtones et les colons se sont dégradées quand ces derniers ont empiété sur le territoire et les ressources naturelles de l'Ouest des États-Unis.
À la fin des années 1860, le président Ulysses S. Grant a mené une politique dite « de paix »  pour apaiser le conflit, en déplaçant les différentes tribus de leurs territoires ancestraux vers des parcelles de terres spécialement établies pour eux. Des officiers gouvernementaux furent remplacés par des hommes de religion, nommés par les Églises, pour superviser les réserves indiennes et enseigner le christianisme aux tribus autochtones. La Société religieuse des Amis, dont les membres sont connus sous le nom de quakers, était particulièrement impliquée dans cette action. La politique de « civilisation » des tribus visait à préparer les autochtones à la citoyenneté américaine.
Certains traités régissant les réserves prévoyaient que le gouvernement fédéral reverse annuellement une certaine somme de biens aux tribus. Cette mesure a été appliquée de façon très erratique et inégale. Nombre de ces biens n'ont jamais été livrés.

### Installations controversées

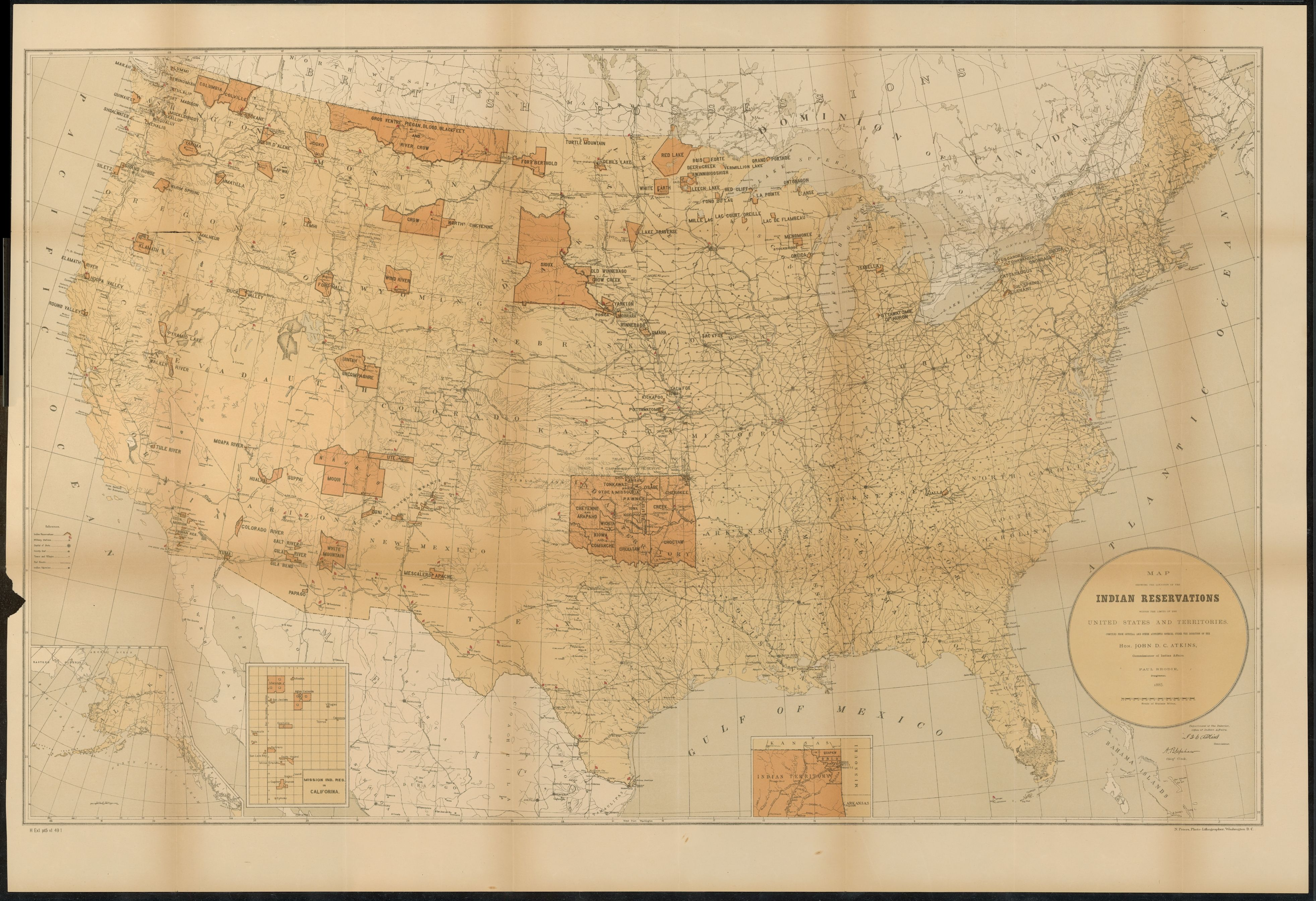
Paul Brodie, Map Showing the Location of the Indian Reservations within the Limits of the United States and Territories, 1885

La politique des réserves indiennes a été controversée dès le début. La taille des parcelles devait être fixée par décret présidentiel, c'est-à-dire une directive écrite de la main du Président des États-Unis pour encadrer la création des réserves. Mais la superficie a souvent été réduite par les colons à l'application du décret. Un rapport remis au Congrès en 1868 fit état d'une vaste corruption parmi les agences fédérales des affaires indiennes, et de mauvaises conditions de vie chez les tribus déplacées dans les réserves.
Certaines tribus ont commencé par ignorer les ordres de déplacement et ont dû être contraintes à intégrer leurs nouveaux territoires réservés. Pour appliquer cette nouvelle politique, l'armée américaine a dû restreindre les mouvements des tribus indiennes et les poursuivre pour les ramener vers les réserves, ce qui a entraîné plusieurs guerres. Le conflit le plus célèbre fut la guerre des Sioux dans les Grandes Plaines, entre 1876 et 1881, marquée notamment par la bataille de Little Big Horn. Parmi les autres conflits les plus importants, on compte la guerre des Nez-Percés.
À la fin des années 1870, la politique menée par le président Grant était considérée comme un échec, car elle a conduit à quelques-unes des guerres les plus sanglantes entre les Amérindiens et les colons. En 1877, le président Rutherford Birchard Hayes commença à faire marche arrière. En 1882, toutes les organisations religieuses avaient abandonné leur implication dans les agences d'affaires indiennes.
En 1887, le Congrès opéra un revirement significatif dans la politique des réserves en adoptant le Dawes Act sur l'attribution des terres. Cette loi ne prévoyait plus d'attribuer un territoire par tribu, mais de diviser ceux-ci en plus petites parcelles à destination de personnes individuelles. Dans certains cas, comme celui de la réserve d'Umatilla, l'excès de terre fut offert aux colons blancs après que les membres de la tribu eurent reçu leurs parcelles individuelles. La politique d'attribution individuelle continua jusqu'en 1934, et prit fin avec l'Indian Reorganization Act.
Le gouvernement des États-Unis qui est en litige parfois depuis les années 1960 avec des nations amérindiennes concernant l'exploitation des ressources de leurs réserves a, entre 2010 et 2014, réglé à 80 tribus une somme de 2,61 milliards de dollars américains pour clore ceux-ci. L'administration Obama ayant accéléré le processus à la suite de demandes des avocats de ces tribus en 2009.

## Vie et culture
Deux agences sont chargées de gérer les relations entre les Indiens et le gouvernement fédéral : le Bureau des affaires indiennes et l'organisme de santé indienne (Indian Health Service).
La qualité de vie dans certaines réserves est comparable à celle des pays en développement, avec une forte mortalité infantile, une faible espérance de vie et des difficultés de nutrition. Une situation accentuée par le fait que les réserves ne sont pas situées dans les états américains les plus avancés sur le plan social et économique. Les tribus connaissent des problèmes d'alcool et d'abus de drogues. Le comté de Shannon (Dakota du Sud) où se situe la réserve indienne de Pine Ridge, par exemple, est l'un des plus pauvres du pays.
La voiture stéréotype de l'Indien qui ne fonctionne qu'une fois bricolée dans la réserve est la rez car (en) (pour reservation cars).

#### Droit international
- Terra nullius, Doctrine de la découverte, Colonisation, Décolonisation, Droit des peuples à disposer d'eux-mêmes
- Peuple autochtone, Droit des peuples autochtones (Déclaration des droits des peuples autochtones)